# 毛钧怡
毛钧怡（2000年—），河南女排运动员（队服1号），司职副攻，U17国少女排队员队长，身高193cm，扣球高度3.25米，拦网高度3.2米。2017年3月，毛钧怡当选第11届亚洲U18女子排球锦标赛最佳副攻。2019年，毛钧怡入选中国国家女排二队（国青队）。2019年5月初，中国女排二队到意大利进行了两场热身赛，毛筠怡改任接应位置发挥不够理想
2018-2019赛季，担任河南女排副攻；2019-2020赛季，在河南女排场上位置正式改为接应二传。